# Episodi di Mod Squad, i ragazzi di Greer (terza stagione)
La terza stagione della serie televisiva Mod Squad, i ragazzi di Greer (The Mod Squad) è andata in onda negli Stati Uniti dal 22 settembre 1970 al 23 marzo 1971 sulla ABC, posizionandosi all'11º posto nei rating Nielsen di fine anno con il 22,7% di penetrazione e con una media superiore ai 13 milioni di spettatori.
| nº | Titolo originale                          | Titolo italiano | Prima TV USA      | Prima TV Italia |
| -- | ----------------------------------------- | --------------- | ----------------- | --------------- |
| 1  | Long Road Home                            |                 | 22 settembre 1970 |                 |
| 2  | See the Eagles Dying                      |                 | 29 settembre 1970 |                 |
| 3  | Who Are the Keepers, Who Are the Inmates? |                 | 6 ottobre 1970    |                 |
| 4  | 'A' Is for Annie                          |                 | 13 ottobre 1970   |                 |
| 5  | The Song of Willie                        |                 | 20 ottobre 1970   |                 |
| 6  | Search And Destroy                        |                 | 27 ottobre 1970   |                 |
| 7  | Just Ring the Bell Once                   |                 | 3 novembre 1970   |                 |
| 8  | Welcome to the Human Race, Levi Frazee!   |                 | 10 novembre 1970  |                 |
| 9  | A Far Away Place So Near                  |                 | 17 novembre 1970  |                 |
| 10 | A Time of Hyacinths                       |                 | 1º dicembre 1970  |                 |
| 11 | The Judas Trap                            |                 | 8 dicembre 1970   |                 |
| 12 | Fever                                     |                 | 15 dicembre 1970  |                 |
| 13 | Is There Anyone Left Is Santa Paula?      |                 | 29 dicembre 1970  |                 |
| 14 | A Short Course in War                     |                 | 5 gennaio 1971    |                 |
| 15 | Kicks Incorporated                        |                 | 12 gennaio 1971   |                 |
| 16 | A Bummer for R.J.                         |                 | 19 gennaio 1971   |                 |
| 17 | The Hot, Hot Car                          |                 | 26 gennaio 1971   |                 |
| 18 | Suffer, Little Children                   |                 | 9 febbraio 1971   |                 |
| 19 | Is That Justice? No, It's Law             |                 | 16 febbraio 1971  |                 |
| 20 | A Double for Danger                       |                 | 23 febbraio 1971  |                 |
| 21 | Welcome to Our City                       |                 | 2 marzo 1971      |                 |
| 22 | The Comeback                              |                 | 9 marzo 1971      |                 |
| 23 | We Spy                                    |                 | 16 marzo 1971     |                 |
| 24 | The Price of Love                         |                 | 23 marzo 1971     |                 |

## Long Road Home
- Prima televisiva: 22 settembre 1970
- Diretto da: Robert M. Lewis
- Scritto da: Edward J. Lakso

### Trama
- Guest star: Garry Walberg (dottor Felson), Anjanette Comer (ragazza di Pete), Bruce Watson (Georgie), Lou Antonio (Case), S. John Launer (dottor Haggin)

## See the Eagles Dying
- Prima televisiva: 29 settembre 1970
- Diretto da: Jerry Jameson
- Scritto da: Edward J. Lakso

### Trama
- Guest star: Judd Lawrence (Phil), Paul Carr (Joe), Barry Cahill (Marks), James Nusser (Gus), Lane Bradbury (Cindy), Ross Elliott

## Who Are the Keepers, Who Are the Inmates?
- Prima televisiva: 6 ottobre 1970
- Diretto da: Gene Nelson
- Scritto da: Richard Landau

### Trama
- Guest star: Booth Colman (dottor Grant Ames), Harry Basch (dottor Berger), Jerry Summers (David Skinner), Richard Kiley (Vincent Warren), Eddie Quillan (Davis), Patricia George (Agnes), Richard Shelfo (assistente/addetto), Meg Foster (Cora)

## 'A' Is for Annie
- Prima televisiva: 13 ottobre 1970
- Diretto da: Robert M. Lewis
- Scritto da: William Bast

### Trama
- Guest star: Cindy Eilbacher (Sally Sanders), Barbara Boles (Doris McKenna), Ron Hayes (George McKenna), Jewel Blanch (Luanne McKenna), Jo Van Fleet (Annie), Henry Jones (Herbie Hughes), C. Lindsay Workman (Harrison), Ed Gilbert (Fred Simpson)

## The Song of Willie
- Prima televisiva: 20 ottobre 1970
- Diretto da: Gene Nelson
- Scritto da: Steffi Barrett, Tony Barrett

### Trama
- Guest star: Norman Alden (Charles Swain), Jed Allan (Frank Walsh), Lawrence Cook (Cal Rush), Marlene Clark (Ruthie Rush), Sammy Davis, Jr. (Willie Rush), Bill Walker, Lola Falana (Marcie Weaver)

## Search And Destroy
- Prima televisiva: 27 ottobre 1970
- Diretto da: Philip Leacock
- Scritto da: David P. Harmon

### Trama
- Guest star: Kathleen Lloyd (Sarah), Bill Zuckert (Barney), Michael Baseleon (Vinnie), Bruce Glover, Gareth McClain, Wayne Storm (Big K), Brad David (Jamie), Steve Ihnat (Tom Blake)

## Just Ring the Bell Once
- Prima televisiva: 3 novembre 1970
- Diretto da: Jerry Jameson
- Scritto da: Paul Dubov, Gwen Bagni

### Trama
- Guest star: Lawrence Dane (Mackey), Mathias Reitz (Nick), Mittie Lawrence (Denise Calvin), Linda Meiklejohn (Velma Patch), Bill Quinn (dottore), Brian Dewey (Lukie)

## Welcome to the Human Race, Levi Frazee!
- Prima televisiva: 10 novembre 1970
- Diretto da: Robert M. Lewis
- Scritto da: Walter Black

### Trama
- Guest star: Edgar Buchanan (Hargis), Cal Bellini (Levi Frazee), Bo Svenson (Bubba), Veleka Gray (Mae Colly), Robert Foulk (sceriffo Considine), Michael Sugich (Henry)

## A Far Away Place So Near
- Prima televisiva: 17 novembre 1970
- Diretto da: Terry Becker
- Scritto da: Theodore Apstein

### Trama
- Guest star: Pilar Seurat (Tuyet), Michael Margotta (Dawson), Lillian Hayman, James Sikking, Bo Hopkins (Arnie), Tom Nardini (Mike Sierra), Margarita Cordova (Maria), Ben Murphy (Bob)

## A Time of Hyacinths
- Prima televisiva: 1º dicembre 1970
- Diretto da: Robert M. Lewis
- Scritto da: Margaret Armen

### Trama
- Guest star: Warren Stevens (Howard Haines), Cynthia Hull (Diana Wentworth), Charles McGraw (Castor), Vincent Price (John Wells)

## The Judas Trap
- Prima televisiva: 8 dicembre 1970
- Diretto da: Robert M. Lewis
- Scritto da: Alvin Boretz, Walter Black

### Trama
- Guest star: Marj Dusay, Barry Brown, Bob Golden, Wayne Heffley, Richard Webb, Don Porter

## Fever
- Prima televisiva: 15 dicembre 1970
- Diretto da: Jerry Jameson
- Scritto da: Martin Roth, Margaret Schneider, Paul Schneider

### Trama
- Guest star: Frank Maxwell (Morrison), Brooke Bundy, Robert Viharo (Cliff Hansen), David Mutch

## Is There Anyone Left Is Santa Paula?
- Prima televisiva: 29 dicembre 1970
- Diretto da: Lawrence Dobkin
- Scritto da: Gene L. Coon

### Trama
- Guest star: Fernando Lamas, Bert Santos (Chico), Victor Millan, Ampare Pilar (Anita), Ricardo Romanos (Paco Montoya), Paul Bryar

## A Short Course in War
- Prima televisiva: 5 gennaio 1971
- Diretto da: Harve Bennett
- Scritto da: Mann Rubin

### Trama
- Guest star: Josephine Hutchinson (Miss Osgood), Michael Warren (Lon), Mark Tapscott (capo Roberts), Monty Margetts (segretario), Bob Balaban (Walter), Jack Bender (Jeff Dalton), Paul Kent (Dean Harris), Harriet Bronston, (membro della commissione studenti), Georgetta Banks (membro della commissione studenti), Thad Geer (membro della commissione studenti)

## Kicks Incorporated
- Prima televisiva: 12 gennaio 1971
- Diretto da: Gene Nelson
- Scritto da: Peggy O'shea

### Trama
- Guest star: Danny Thomas, Diane McBain, Kim Milford, Cal Wilson, Barbara Rush (Mrs. Hamilton), Jack Cassidy (Perry Lerriko)

## A Bummer for R.J.
- Prima televisiva: 19 gennaio 1971
- Diretto da: Philip Leacock
- Scritto da: Jack Turley

### Trama
- Guest star: Barbara Rhoades (Tonie), Elliott Street (Fleas), Carl Betz (R.J. Coleman), Brooke Mills (Donna Pierson), Annette O'Toole (Lorrie), Jesse White (Leo), Joyce Jameson (Lois Johnson), Daniel J. Travanti (Johnny)

## The Hot, Hot Car
- Prima televisiva: 26 gennaio 1971
- Diretto da: Robert M. Lewis
- Scritto da: Elroy Schwartz

### Trama
- Guest star: Ned Glass (Mayes), John Gruber (Kurt), Frank Farmer (Betts), Lloyd Battista (Frank), Greg Mullavy (Kirk), Arthur Franz (Sims), Tamar Cooper (Mrs. Thomas), Robert Donner (Mr. Thomas)

## Suffer, Little Children
- Prima televisiva: 9 febbraio 1971
- Diretto da: Lawrence Dobkin
- Scritto da: Gene L. Coon

### Trama
- Guest star: Daniel Spelling (Billy), Kaz Garas (reverendo Douglas), John Evans (dottor Robert Douglas), Ian Sander (Eddie), Sheldon Allman (Joe Foster), Jenny Sullivan (Angie), Jill Choder (Karen), Ken Scott (Fred)

## Is That Justice? No, It's Law
- Prima televisiva: 16 febbraio 1971
- Diretto da: Philip Leacock
- Scritto da: David H. Vowell

### Trama
- Guest star: Leonard Stone (Paul Sykes), Stanley Kamel (Nick Harris), Burr deBenning (Laughton), Nehemiah Persoff (sergente Mac George), Bob Golden (poliziotto)

## A Double for Danger
- Prima televisiva: 23 febbraio 1971
- Diretto da: Gene Nelson
- Scritto da: Roger H. Lewis

### Trama
- Guest star: Ben Frank, Ron Soble (Schwartz), Ray Walston (J.B.), Michael Ansara (Ray Abruzzi)

## Welcome to Our City
- Prima televisiva: 2 marzo 1971
- Diretto da: John Llewellyn Moxey
- Scritto da: Shirl Hendryx, Tony Barrett

### Trama
- Guest star: Edward Faulkner (Frank Dunn), Allen Garfield (Weaver), Don Eitner (dottore), Woodrow Parfrey (prestatore su pegno), Virginia Gregg (Hattie), Billy Bowles (Billy Clark), John Carter (Willis Clark), John Dennis (Keller)

## The Comeback
- Prima televisiva: 9 marzo 1971
- Diretto da: William Crain
- Scritto da: Mann Rubin

### Trama
- Guest star: Rod McCary (se stesso), Dick Enberg (se stesso), Rocky Graziano (se stesso), Ernie "Indian Red" Lopez (se stesso), Hilly Hicks (Robbie), Sugar Ray Robinson (se stesso)

## We Spy
- Prima televisiva: 16 marzo 1971
- Diretto da: Lawrence Dobkin
- Scritto da: Harve Bennett, Walter Black

### Trama
- Guest star: Joanna Phillips (cameriera), Jay Novello (Doc Wilson), William Smith (Smith), René Auberjonois (Farraday)

## The Price of Love
- Prima televisiva: 23 marzo 1971
- Diretto da: Philip Leacock
- Scritto da: Robert Foster, Tony Barrett

### Trama
- Guest star: Connie Hines (Diane), Gregory Walcott (Clay), Paul Richards (Frank), Barry Atwater (Carr), Jeanne Bates (Nancy), Dub Taylor (Jess), Clint Howard (Davey)